# Lijst van afleveringen van Saved by the Bell: The New Class
Dit is een lijst met afleveringen van de Amerikaanse televisieserie Saved by the Bell: The New Class. De serie telt 7 seizoenen. Een overzicht van alle afleveringen is hieronder te vinden.

## Seizoen 1
| Nr. | Titel aflevering  | Uitzenddatum VS   |
| --- | ----------------- | ----------------- |
| 1   | The Date Lottery  | 11 september 1993 |
| 2   | The Slumber Party | 18 september 1993 |
| 3   | A Kicking Weasel  | 25 september 1993 |
| 4   | Home Shopping     | 2 oktober 1993    |
| 7   | Homecoming King   | 23 oktober 1993   |
| 8   | Belding's Baby    | 30 oktober 1993   |
| 9   | Good-bye Megan    | 6 november 1993   |
| 10  | Swap Meet         | 13 november 1993  |
| 11  | Weasel Love       | 20 november 1993  |
| 12  | Tommy A           | 27 november 1993  |
| 13  | Running the Max   | 4 december 1993   |

## Seizoen 2
| Nr. | Titel aflevering         | Uitzenddatum VS   |
| --- | ------------------------ | ----------------- |
| 1   | The Return of Screech    | 10 september 1994 |
| 2   | All Play and No Work     | 10 september 1994 |
| 3   | Let the Games Begin      | 17 september 1994 |
| 4   | Blood Money              | 17 september 1994 |
| 5   | Squash It                | 24 september 1994 |
| 6   | Brian's Girlfriend       | 24 september 1994 |
| 7   | The People's Choice      | 1 oktober 1994    |
| 8   | Rachel's Choice          | 1 oktober 1994    |
| 9   | Belding's Prank          | 8 oktober 1994    |
| 10  | A Matter of Trust        | 8 oktober 1994    |
| 11  | Tommy the Tenor          | 15 oktober 1994   |
| 12  | Christmas in July        | 15 oktober 1994   |
| 13  | Bayside Story            | 22 oktober 1994   |
| 14  | Farewell Dance           | 22 oktober 1994   |
| 15  | A Perfect Lindsay        | 29 oktober 1994   |
| 16  | Back at the Ranch        | 29 oktober 1994   |
| 17  | Wanna Bet?               | 5 november 1994   |
| 18  | Breaking Up              | 12 november 1994  |
| 20  | Drinking 101             | 19 november 1994  |
| 21  | Feuding Friends          | 26 november] 1994 |
| 22  | To Cheat or Not to Cheat | 3 december 1994   |
| 23  | The D Stands for Dropout | 10 december 1994  |
| 24  | Goodbye Bayside: Part 1  | 24 december 1994  |
| 25  | Belding's Prize          | 31 december 1994  |
| 26  | Goodbye Bayside: Part 2  | 31 december 1994  |

## Seizoen 3
| Nr. | Titel aflevering           | Uitzenddatum VS   |
| --- | -------------------------- | ----------------- |
| 3   | Driving School             | 16 september 1995 |
| 4   | What's the Problem         | 16 september 1995 |
| 5   | Air Screech                | 30 september 1995 |
| 7   | Maria's Movie Star         | 7 oktober 1995    |
| 9   | Boundaries                 | 14 oktober 1995   |
| 10  | Hollywood, Here He Is      | 14 oktober 1995   |
| 11  | Ryan's Worst Nightmare     | 21 oktober 1995   |
| 12  | Prom Dates                 | 21 oktober 1995   |
| 13  | Thomas D.                  | 28 oktober 1995   |
| 14  | Fear of Falling            | 28 oktober 1995   |
| 15  | The Principal's Principles | 4 november 1995   |
| 16  | Screech's Millions         | 4 november 1995   |
| 17  | My Best Friends            | 11 november 1995  |
| 18  | Lindsay's Dilemma          | 11 november 1995  |
| 20  | R.J.'s Handicap            | 18 november 1995  |
| 21  | Casino ID's                | 25 november 1995  |
| 22  | Green Card                 | 25 november 1995  |
| 23  | No Smoking                 | onbekend          |
| 24  | The Fallout                | 2 december 1995   |
| 25  | The Christmas Gift         | 9 december 1995   |

## Seizoen 4
| Nr. | Titel aflevering             | Uitzenddatum VS   |
| --- | ---------------------------- | ----------------- |
| 1   | Oh, Brother                  | 7 september 1996  |
| 2   | Unequal Opportunity          | 7 september 1996  |
| 3   | Backstage Pass               | 14 september 1996 |
| 4   | Baby Care                    | 14 september 1996 |
| 5   | The Tall and the Short of It | 21 september 1996 |
| 6   | Little Hero                  | 21 september 1996 |
| 7   | Student Court                | 28 september 1996 |
| 8   | Fall Formal                  | 28 september 1996 |
| 9   | Wrestling with Failure       | 5 oktober 1996    |
| 10  | To Tell the Truth            | 5 oktober 1996    |
| 13  | The Final Curtain            | 19 oktober 1996   |
| 17  | Vote Screech                 | 2 november 1996   |
| 18  | Campaign Fever               | 2 november 1996   |
| 21  | The Fifth Wheel              | 16 november 1996  |
| 22  | The Kiss                     | 16 november 1996  |
| 26  | Fire at the Max: Part 2      | 14 december 1996  |

## Seizoen 5
| Nr. | Titel aflevering           | Uitzenddatum VS   |
| --- | -------------------------- | ----------------- |
| 1   | Desperately Seeking Work   | 13 september 1997 |
| 2   | Suddenly Ryan              | 13 september 1997 |
| 3   | It's Not About Winning     | 20 september 1997 |
| 4   | Football & Physics         | 20 september 1997 |
| 7   | The Great Stain Robbery    | 4 oktober 1997    |
| 8   | Boy II Man                 | 4 oktober 1997    |
| 9   | Big Sister Blues           | 11 oktober 1997   |
| 10  | Her Brother's Keeper       | 11 oktober 1997   |
| 11  | Friends Behaving Badly     | 18 oktober 1997   |
| 15  | State Champs               | 1 november 1997   |
| 16  | Screech and the Substitute | 1 november 1997   |
| 18  | Foreign Behavior           | 8 november 1997   |
| 20  | Foreign Affairs            | 15 november 1997  |
| 21  | Putting Up Walls           | 22 november 1997  |
| 22  | Goodbye Paris              | 22 november 1997  |
| 23  | Private Peterson           | 29 november 1997  |
| 24  | Into the Woods             | 29 november 1997  |
| 25  | Mission: Control           | 6 december 1997   |

## Seizoen 6
| Nr. | Titel aflevering   | Uitzenddatum VS   |
| --- | ------------------ | ----------------- |
| 1   | Maria's Revenge    | 12 september 1998 |
| 3   | The Lyin' King     | 26 september 1998 |
| 6   | Win, Lose or Cheat | 17 oktober 1998   |
| 10  | Free for All       | 14 november 1998  |

## Seizoen 7
| Nr. | Titel aflevering         | Uitzenddatum VS   |
| --- | ------------------------ | ----------------- |
| 1   | Show Me the Money        | 11 september 1999 |
| 2   | Prescription for Trouble | 18 september 1999 |
| 3   | ME TV                    | 2 oktober 1999    |
| 4   | The Captain and Maria    | 9 oktober 1999    |
| 5   | Liz Burns Eric           | 16 oktober 1999   |
| 6   | The X-Friends Files      | 23 oktober 1999   |
| 7   | Don't Follow the Leader  | 30 oktober 1999   |
| 8   | A Mall Shook Up          | 6 november 1999   |
| 10  | The Last Prom            | 20 november 1999  |
| 11  | Mr. B. Goes to College   | 27 november 1999  |
| 13  | A Repair to Remember     | 8 januari 2000    |